# Voice Activity Detection
Voice Activity Detection (VAD) – algorytm używany w procesie przetwarzania sygnałów mowy, który umożliwia rozpoznawanie aktywności rozmówcy (głosu albo jego braku). Używany podczas kodowania głosu w telefonii internetowej VoIP oraz w telefonii komórkowej np. GSM i UMTS. Jego zastosowanie umożliwia zaoszczędzenie zasobów sieciowych (poprzez zmniejszenie średniej szybkości bitowej strumienia) oraz oszczędność pobieranej energii przez nadajnik.